# Skiercross (niveau)
Le skiercross est une épreuve chronométrée de  ski alpin de l'École du ski français (ESF). 

## Tracé
Le skiercross (abréviation SX) est un parcours technique de ski alpin, balisé par des portes constituées de 2 piquets reliés par une banderole triangulaire. Il se déroule sur une piste de Boardercross qui comprend des  whoops, tables et virages relevés sur une pente d’environ 15° et de 700 m de long.
Les parcours du Skiercross sont identiques à ceux du X boarder.

## Calcul des performances
L'ouvreur, un moniteur ESF habilité, réalise un temps de référence. Ce moniteur possède un classement en points (déterminé lors du challenge national des moniteurs), appelé handicap, qui indique son niveau par rapport au niveau international.
On soustrait de ce temps de référence, un pourcentage égal au handicap de l'ouvreur pour obtenir le temps de base.
Pour chaque compétiteur, on calcule la différence entre son temps réalisé et le temps de base, exprimé en pourcentage du temps de base.
On applique le barème ci-après pour déterminer le test obtenu, en fonction de ce pourcentage : 
Barème en vigueur,(depuis avant 2004) :
- Moins de 17 % : Skiercross d'Or
- Entre 17,01 et 30 % : Skiercross de Vermeil
- Entre 30,01 et 45 % : Skiercross d'Argent
- Entre 45,01 et 60 % : Skiercross de Bronze

## Insignes
Pour chaque niveau obtenu, l'ESF délivre un insigne. L'insigne du Skiercross n'a connu qu'une seule version depuis sa création.
L'insigne est fourni avec un ruban collier aux couleurs de l'ESF (rouge) auquel il est accroché. Il est de forme ovale. On y trouve au recto la mention "SKIERCROSS" ainsi que le niveau "BRONZE", "ARGENT", "VERMEIL" ou " OR", et au verso 3 skieurs en action et le logo de l'ESF. Une couleur de métal spécifique est aussi associée à chaque niveau.

Skiercross Or avec collier ruban
Skiercross Or (recto)
Skiercross Or (verso)

## Niveau Ski
C'est l'une des 5 épreuves aujourd'hui retenues pour l'obtention du niveau Ski.

## Classement Ski Open
Les performances réalisées dans le Skiercross ne sont pas prises en compte pour le calcul de ce classement national des skieurs de l'ESF.